# Phobolosia admirabilis
Phobolosia admirabilis là một loài bướm đêm trong họ Erebidae.